# Placa del Arrecife Balmoral

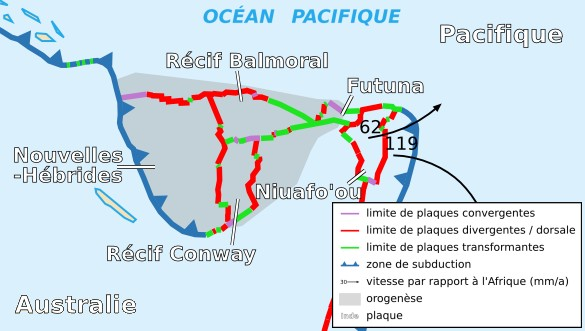
Mapa de la placa del Arrecife Balmoral (como "Récif Balmoral") y sus placas vecinas (en francés)

La placa del Arrecife Balmoral es una pequeña placa tectónica (microplaca) que se ubica en el océano Pacífico Sur, al norte de Fiyi. Partiendo desde el norte en el sentido de las agujas del reloj, colinda con las placas Pacífica, Australiana, la del Arrecife de Conway, y la de las Nuevas Hébridas. Las fronteras norte y occidental corresponden a un borde divergente, mientras el resto de las fronteras son bordes convergentes y transformantes. La corteza oceánica de la placa del Arrecife Balmoral tiene menos de 12 millones de años de antigüedad y está extendiéndose entre las islas Vanuatu y la subducción de Tonga.